# Embriología humana

## Segmentación del cigoto humano
Como una vez que el cigoto ha llegado a la fase de dos células, experimenta una serie de divisiones mitóticas que aumentan el número de células. Estas, cuyo tamaño se reduce con cada división, reciben el nombre de blastómeros (fig. 1-1). Hasta la fase de ocho células, forman un grupo laxo (fig. 1-2 A). Después de la tercera división, sin embargo, los blastómeros maximizan el contacto entre ellos y forman una pelota compacta de células que se mantienen juntas con uniones herméticas (fig. 1-2 B). Este proceso de compactación separa las células internas, que están totalmente comunicadas mediante uniones intercelulares comunicantes, de las células externas. Aproximadamente 3 días después de la fecundación, las células del embrión compactado se dividen de nuevo y forman una mórula de 16 células (mora). Las células internas de la mórula constituyen la masa celular interna y las células que las rodean componen la masa celular externa. La masa celular interna origina los tejidos propios del embrión, y la masa celular externa forma el trofoblasto, que más adelante contribuirá a la formación de la placenta. Las células del trofoblasto en el polo embrionario inician su diferenciación primero a citotrofoblasto, a partir de éste se diferencia el sincitiotrofoblasto que inicia la invasión del endometrio materno cerca del día 6 del desarrollo y termina el día 12.